# Temporada do Campeonato Brasileiro de Marcas e Pilotos de 2015
A temporada da Copa Petrobrás de Marcas 2015 será a quinta do Brasileiro de Marcas e Pilotos, com o patrocínio da petrolífera nacional. Começará em Goiânia, em março, e terminará em Interlagos, em dezembro. Em 2015 o Brasileiro de Marcas será integrado aos eventos da Stock Car Brasil, com apenas a última rodada, em Interlagos, sendo mantida como um evento isolado. Em 18 de dezembro de 2014, a Renault anunciou seu retorno ao automobilismo brasileiro com quatro Renault Fluence sendo utilizados por duas equipas oficiais. Depois de uma vitória em três temporadas, a Mitsubishi não vai voltar em 2015.

## Pilotos e Equipes
| Equipe                   | Carro              | No. | Pilotos              | Etapas |
| ------------------------ | ------------------ | --- | -------------------- | ------ |
| RZ Motorsport Toyota     | Toyota Corolla XRS | 1   | Thiago Marques       |        |
| RZ Motorsport Toyota     | Toyota Corolla XRS | 17  | Daniel Kaefer        |        |
| Toyota Bassani           | Toyota Corolla XRS | 82  | Alceu Feldmann       |        |
| Toyota Bassani           | Toyota Corolla XRS | TBA |                      |        |
| Amir Nasr Racing         | Ford Focus         | 3   | Vítor Meira          |        |
| Amir Nasr Racing         | Ford Focus         | TBA |                      |        |
| Júpiter Racing Team      | Ford Focus         | 98  | César Bonilha        |        |
| Júpiter Racing Team      | Ford Focus         | 99  | Carlos Eduardo Souza |        |
| JLM Racing               | Honda Civic        | 43  | Vicente Orige        |        |
| JLM Racing               | Honda Civic        | 57  | Felipe Tozzo         |        |
| JLM Sport                | Honda Civic        |     | TBA                  |        |
| JLM Sport                | Honda Civic        | TBA |                      |        |
| Onze Motorsport          | Chevrolet Cruze    | 11  | Nonô Figueiredo      |        |
| Onze Motorsport          | Chevrolet Cruze    | TBA |                      |        |
| C2 Team                  | Renault Fluence    | 7   | Beto Cavaleiro       |        |
| C2 Team                  | Renault Fluence    | 83  | Gabriel Casagrande   |        |
| Renault Full Time Sports | Renault Fluence    | 13  | Eduardo Rocha        |        |
| Renault Full Time Sports | Renault Fluence    | 111 | Rubens Barrichello   |        |
| TBA                      | Renault Fluence    |     | TBA                  |        |
| TBA                      | Renault Fluence    | TBA |                      |        |